# Amplepuis
Amplepuis è un comune francese di 5 337 abitanti situato nel dipartimento del Rodano della regione Alvernia-Rodano-Alpi.

## Storia
La prima notizia del centro abitato risale all'XI secolo, quando la sua chiesa venne donata all'abate di Savigny. Questa fu incendiata dai Tard-Venus nel 1364. Nel sec. XIV, Amplepuis era la sede di una castellania appartenente ai signori di Beaujeu. Durante le guerre di religione, la cittadina subì vari danni.
La sua storia è legata soprattutto all'industria tessile che già nel XVI e XVII sec. aveva reso la zona una delle prime regioni di Francia per la tessitura della canapa e poi del cotone, con un importante mercato di stoffe.
La cittadina è il luogo dove è cresciuto Barthélemy Thimonnier (1793–1857), l'inventore della macchina per cucire, e qui è morto ed è stato sepolto, senza aver mai potuto approfittare dei frutti della sua invenzione.

## Società

### Evoluzione demografica
Abitanti censiti